# Groznica doline Rift
 Groznica doline Rift je akutna virusna bolest koja se javlja u Africi.

## Uzrok nastanka
Uzročnik bolesti je virus groznice doline Rift, koji spada u rod Phlebovirusа i familiju Bunyaviridae. Od ove bolesti primarno obolevaju domaće životinje i ptice. Čovek se može inficirati ujedom komarca iz roda Aedes. Bolest se širi putem kontakta sa krvlju zaražene životinje, udisanjem vazduha u okruženju zaražene životinje pri klanju životinje, konzumiranjem sirovog mleka koje potiče od zaražene životinje, kao i ujedom inficiranih komaraca. Među životinjama koje se mogu zaraziti su krave, ovce, koze i kamile. Kod ovih životinja se bolest najčešće prenosi komarcima. Nije bilo slučajeva da je jedna osoba zarazila drugu.

## Klinička slika
Inkubacioni period (vreme od infekcije do nastanka prvih simptoma) je od dva do šest dana. U većini slučajeva ili nema simptoma ili su simptomi veoma blagi. Od blažih simptoma se javljaju groznica, bol u mišićima, bol u zglobovima i glavobolja. Nekada se javljaju i ukočenost vrata, fotofobija i povraćanje. Bolest u tipičnim slučajevima traje do nedelju dana. Od ozbiljnijih simptoma se javlja sledeće: tri nedelje nakon početka infekcije dolazi do slabljenja vida, javlja se infekcija mozga koja dovodi do jakih glavobolja i konfuzija, krvarenje zajedno sa problemima sa jetrom koji se javljaju tokom prvih nekoliko dana. Kod osoba sa krvarenjem verovatnoća smrtnosti je do 50%.
U ređim slučajevima nastaju hemoragijska groznica, meningoencefalitis ili oboljenje oka. Hemoragijska groznica počinje žuticom, pa se zatim javljaju povraćanje krvi, krv u stolici, petehije na koži i krvarenje iz nosa.
Na oku nastaju oštećenja mrežnjače. Bolesnik se žali na zamućeni vid i suženje vidnog polja. Ukoliko se ošteti makula, može doći do trajnog oštećenja vida.
Kada se razvije meningoencefalitis, javljaju se glavobolja, gubitak pamćenja, halucinacije, konfuzija, dezorijentacija, vrtoglavica, konvulzije i koma. Smrtnost je mala.

## Dijagnoza
Postavlja se na osnovu epidemioloških podataka, kliničke slike i laboratorijskih analiza. Virus se izoluje iz krvi ili likvora bolesnika i identifikuje se serološkim analizama: imunofluorescencijom, ELISA testom. Dijagnoza se postavlja kada se u krvi utvrdi prisustvo antitela protiv virusa ili samog virus.

## Lečenje i prevencija
Onda kada dođe do infekcije, nema nekog posebnog načina lečenja. Terapija je simptomatska i suportivna. Postoji ljudska vakcina, međutim, do 2010.godine još uvek nije bila dostupna u većoj meri.
Prevencija ove bolesti kod ljudi je vakcinisanje životinja protiv ove bolesti.  Ovo se mora sprovesti pre izbijanja bolesti jer bi u suprotnom moglo doći do pogoršanja situacije tokom izbijanja bolesti. Sprečavanje kretanja životinja tokom izbijanja bolesti takođe može biti korisno, kao i smanjenje broja komaraca i izbegavanje njihovih ujeda.

## Epidemiologija i istorija
Izbijanje ove bolesti se desilo samo u Africi i Arabiji. Izbijanja se obično dešavaju za vreme pojačanog kišnog perioda što utiče na povećanje broja komaraca. Pojava ove bolesti je prvi put zabeležena među stokom u dolini Rift u Keniji u ranim 1900-tim godinama, a virus je prvi put izolovan 1931. godine.

## Spoljašnje veze
- Infection Control for Viral Haemorrhagic Fevers in the African Health Care Setting (језик: енглески)

|  | Molimo Vas, obratite pažnju na važno upozorenje u vezi sa temama iz oblasti medicine (zdravlja). |